# Athens (Texas)
Pour les articles homonymes, voir Athens.
La ville d’Athens est le siège du comté de Henderson, dans l’État du Texas, aux États-Unis. Sa population s’élevait à 12 857 habitants lors du recensement de 2020.

## Histoire
La localité a reçu le nom d’Athens, dans l’État de l’Alabama, d’où provenait un des premiers habitants.

## Démographie
| Groupe            | Athens | Texas | États-Unis |
| ----------------- | ------ | ----- | ---------- |
| Blancs            | 65,3   | 70,4  | 72,4       |
| Afro-Américains   | 17,8   | 11,9  | 12,6       |
| Autres            | 13,7   | 10,6  | 6,4        |
| Métis             | 2,1    | 2,7   | 2,9        |
| Asiatiques        | 0,6    | 3,8   | 4,8        |
| Amérindiens       | 0,5    | 0,7   | 0,9        |
| Total             | 100    | 100   | 100        |
|                   |        |       |            |
| Latino-Américains | 26,7   | 37,6  | 16,7       |

Selon l’American Community Survey, pour la période 2011-2015, 74,55 % de la population âgée de plus de 5 ans déclare parler l'anglais à la maison, 23,01 % l'espagnol, 0,98 % le vietnamien et 1,46 % une autre langue.
Le revenu par habitant était en moyenne de 22 124 dollars par an entre 2012 et 2016, inférieur à la moyenne du Texas (27 828 dollars) et à la moyenne nationale (29 829 dollars). Sur cette même période, 25 % des habitants d'Athens vivaient sous le seuil de pauvreté (contre 15,6 % dans l'État et 12,7 % à l'échelle des États-Unis).

## Source
- (en) Cet article est partiellement ou en totalité issu de l’article de Wikipédia en anglais intitulé « Athens, Texas » (voir la liste des auteurs).

1. ↑  (en) « Athens, TX Population - Census 2010 and 2000 », sur censusviewer.com.
2. ↑  (en) « Population of Texas - Census 2010 and 2000 », sur censusviewer.com.
3. ↑  (en) « Language spoken at home by ability to speak English for the population 5 years and over », sur factfinder.census.gov.
4. ↑  (en) Bureau du recensement des États-Unis, « Athens city, Texas; Texas; UNITED STATES », sur census.gov.